# Cody Goloubef
Cody Goloubef, född 30 november 1989 i Oakville, är en kanadensisk professionell ishockeyspelare som tillhör NHL-organisationen Ottawa Senators och spelar för deras farmarlag Belleville Senators i AHL.
Han har tidigare spelat på NHL-nivå för Colorado Avalanche och Columbus Blue Jackets och på lägre nivåer för Providence Bruins, Stockton Heat, San Antonio Rampage, Cleveland Monsters och Springfield Falcons i AHL, University of Wisconsin i NCAA, Oakville Blades och Milton Icehawks i OPJHL samt Toronto Marlboros Mn Mdgt AAA i GTMMHL.

## Spelarkarriär

### NHL

#### Columbus Blue Jackets
Goloubef draftades i andra rundan i 2008 års draft av Columbus Blue Jackets som 37:e spelare totalt och skrev på ett treårigt entry level-kontrakt med klubben den 29 april 2010.
Han skrev på en ettårig kontraktsförlängning den 25 juli 2013 och igen den 7 juli 2014. Den 28 maj 2015 skrev han på en ny förlängning på två år.

#### Colorado Avalanche
Den 29 november 2016 blev han tradad till Colorado Avalanche i utbyte mot Ryan Stanton.
Han gjorde 33 matcher och 5 poäng för Avalanche men fick inte förnyat förtroende när kontraktet löpte ut sommaren 2017.

#### Calgary Flames
Han inledde säsongen 2017–18 med att skriva på för Stockton Heat i AHL, som är Calgary Flames farmarlag. Den 25 februari 2018 skrev han på ett kontrakt med moderklubben Calgary Flames säsongen ut. Det blev dock inget spel i NHL för Goloubef denna säsong.

#### Boston Bruins
Istället skrev han den 1 juli 2018 skrev han på ett ettårskontrakt värt 650 000 dollar med Boston Bruins och spelade året ut i deras farmarlag Providence Bruins i AHL.

#### Ottawa Senators
Den 11 januari 2019 blev han tradad till Ottawa Senators i utbyte mot Paul Carey och tog plats i farmarlaget Belleville Senators i AHL.